# The Last of Our Kind
The Last of Our Kind är en låt framförd av sångerskan Rykka.
Låten var Schweiz bidrag till Eurovision Song Contest 2016 i Stockholm. Den framfördes i den andra semifinalen i Globen den 12 maj 2016 där den fick 28 poäng och hamnade sist. Den kvalificerade sig därför inte till finalen.